# Mistrovství světa ve veslování 2011

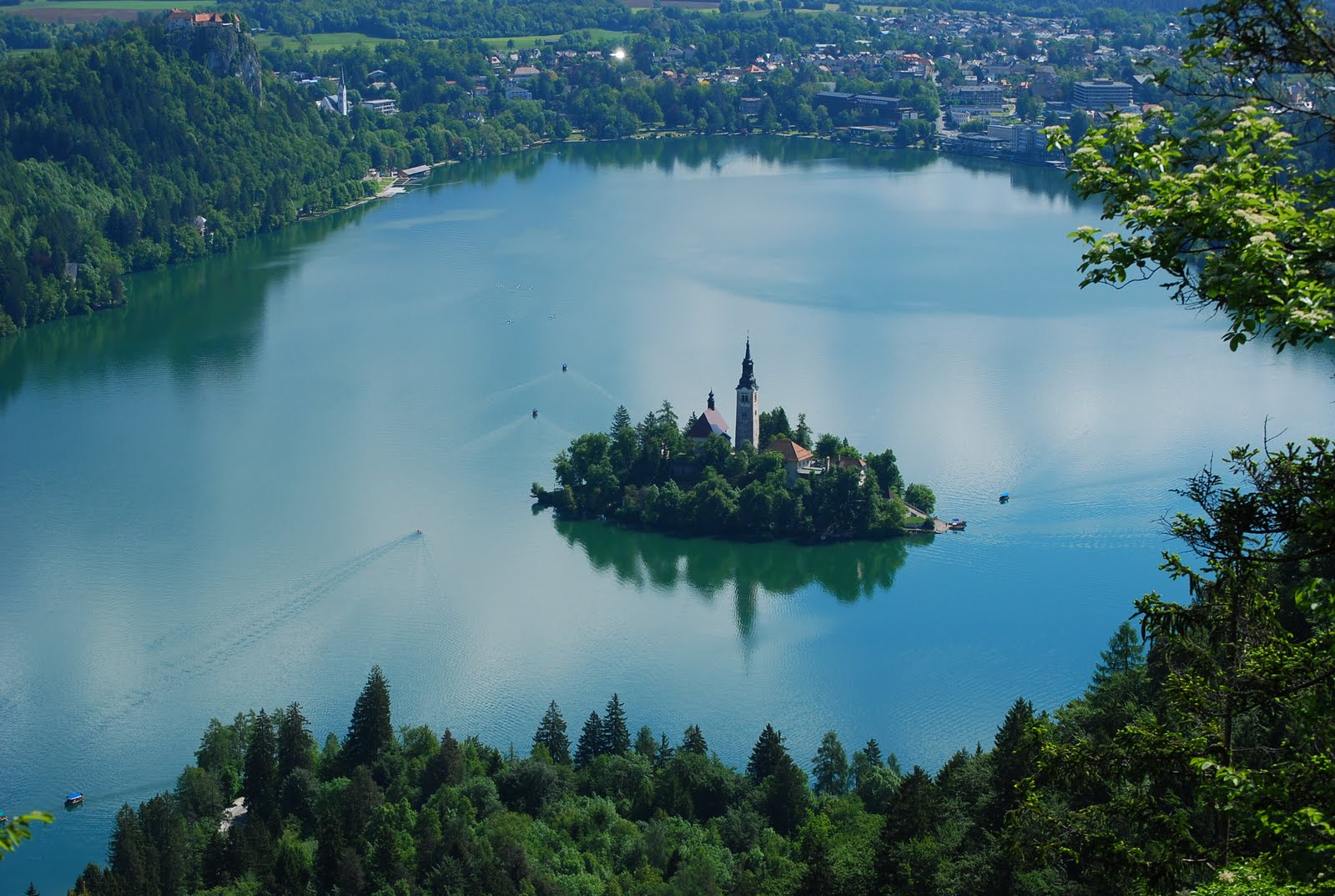
Bledské jezero, dějiště šampionátu – vlevo nahoře je loděnice

Mistrovství světa ve veslování 2011 byl v pořadí 40. šampionát konaný mezi 28. srpnem a 4. zářím 2011 na Bledském jezeře ve slovinském Bledu.
Každoroční veslařská regata trvající jeden týden je organizována Mezinárodní veslařskou federací (International Rowing Federation; FISA) na konci léta severní polokoule. V neolympijských letech se jedná o vyvrcholení mezinárodního veslařského kalendáře a v roce, jenž předchází olympijským hrám představuje jejich hlavní kvalifikační událost. V olympijských letech pak program mistrovství zahrnuje pouze neolympijské disciplíny.

## Přehled medailí

### Mužské disciplíny
| Disciplína                      | Zlato | Čas     | Stříbro | Čas     | Bronz | Čas     |
| Skif M1x                        | Nový Zéland Mahé Drysdale | 6:39,56 | Česko Ondřej Synek | 6:40,05 | Spojené království Alan Campbell | 6:44,86 |
| Dvojskif M2x                    | Nový Zéland Nathan Cohen Joseph Sullivan | 6:10,76 | Německo Hans Gruhne Stephan Krüger | 6:10,82 | Francie Cédric Berrest Julien Bahain | 6:14,31 |
| Párová čtyřka M4x               | Austrálie Chris Morgan James McRae Karsten Forsterling Daniel Noonan                                                                                  | 5:39,31 | Německo Karl Schulze Philipp Wende Lauritz Schoof Tim Grohmann                                                                                                 | 5:39,56 | Chorvatsko David Šain Martin Sinković Damir Martin Valent Sinković                                                                                      | 5:42,82 |
| Dvojka s kormidelníkem M2+      | Itálie Vincenzo Capelli Pierpaolo Frattini Niccolò Fanchi (k)                                                                                         | 6:56,45 | Austrálie William Lockwood James Chapman David Webster (k) | 6:58,20 | Kanada Kevin Light Steve Van Knotsenburg Brian Price (k)                                                                                                | 7:00,76 |
| Dvojka bez kormidelníka M2−     | Nový Zéland Eric Murray Hamish Bond | 6:14,77 | Spojené království Pete Reed Andrew Triggs Hodge | 6:16,27 | Itálie Niccolò Mornati Lorenzo Carboncini | 6:21,33 |
| Čtyřka bez kormidelníka M4−     | Spojené království Matthew Langridge Richard Egington Tom James Alex Gregory                                                                          | 5:55,18 | Řecko Stergios Papachristos Ioannis Tsilis Georgios Tziallas Ioannis Christou                                                                                  | 5:57,20 | Austrálie Samuel Loch Drew Ginn Nicholas Purnell Joshua Dunkley-Smith                                                                                   | 5:58,44 |
| Osma M8+                        | Německo Gregor Hauffe Andreas Kuffner Eric Johannesen Maximilian Reinelt Richard Schmidt Lukas Müller Florian Mennigen Kristof Wilke Martin Sauer (k) | 5:28,81 | Spojené království Nathaniel Reilly-O'Donnell Cameron Nichol James Foad Alex Partridge Mohamed Sbihi Gregory Searle Tom Ransley Daniel Ritchie Phelan Hill (k) | 5:30,83 | Kanada Gabriel Bergen Andrew Byrnes Jeremianh Brown Douglas Csima Malcolm Howard Conlin McCabe Robert Gibson Will Crothers Brian Price (k)              | 5:31,18 |
| Skif lehkých vah (LV) LM1x      | Dánsko Henrik Stephansen | 6:54,73 | Itálie Pietro Ruta | 7:01,54 | Nový Zéland Duncan Grant | 7:03,30 |
| Dvojskif LV LM2x                | Spojené království Zac Purchase Mark Hunter | 6:18,67 | Nový Zéland Storm Uru Peter Taylor | 6:19,01 | Itálie Lorenzo Bertini Elia Luini | 6:21,33 |
| Párová čtyřka LV LM4x           | Itálie Francesco Rigon Daniele Gilardoni Franco Sancassani Stefano Basalini                                                                           | 6:00,95 | Německo Michael Wieler Stefan Wallat Jonas Schützeberg Ingo Voigt                                                                                              | 6:01,08 | Dánsko Steffen Jensen Martin Batenburg Christian Nielsen Hans Christian Sørensen                                                                        | 6:02,81 |
| Dvojka bez kormidelníka LV LM2− | Spojené království Peter Chambers Kieren Emery | 6:27,30 | Itálie Luca De Maria Armando Dell'Aquila | 6:28,59 | Německo Bastian Seibt Lars Wichert | 6:29,05 |
| Čtyřka bez kormidelníka LV LM4− | Austrálie Anthony Edwards Samuel Beltz Benjamin Cureton Todd Skipworth                                                                                | 5:55,10 | Itálie Daniele Danesin Andrea Caianiello Marcello Miani Martino Goretti                                                                                        | 5:56,33 | Spojené království Richard Chambers Chris Bartley Paul Mattick Rob Williams                                                                             | 5:57,33 |
| Osma LV LM8+                    | Austrálie Thomas Bertrand Ross Brown Blair Tunevitsch Thomas Gibson Alister Foot Roderick Chisholm Nicholas Baker Darryn Purcell David Webster (k)    | 5:44,57 | Itálie Luigi Scala Fabrizio Gabriele Davide Riccardi Gianluca Santi Livio La Padula Catello Amarante Jiri Vlcek Giorgio Tuccinardi Gianluca Barattolo (k)      | 5:44,73 | Dánsko Lasse Dittmann Daniel Graff Anders Hansen Jens Vilhelmsen Thorbjørn Patscheider Jacob Larsen Christian Pedersen Martin Kristensen Emil Blach (k) | 5:46,75 |

### Ženské disciplíny
| Disciplína                  | Zlato | Čas     | Stříbro | Čas     | Bronz | Čas     |
| Skif W1x                    | Česko Mirka Knapková | 7:26,64 | Bělorusko Jekatěrina Karstenová | 7:28,68 | Nový Zéland Emma Twiggová | 7:30,68 |
| Dvojskif W2x                | Spojené království Anna Watkinsová Katherine Graingerová | 6:44,73 | Austrálie Kerry Horeová Kim Crowová | 6:45,98 | Nový Zéland Fiona Patersonová Anna Reymerová | 6:46,74 |
| Párová čtyřka W4x           | Německo Julia Richterová Tina Mankerová Stephanie Schillerová Britta Oppeltová                                                                                         | 6:18,37 | Spojené státy Stesha Carleová Natalie Dellová Adrienne Martelliová Megan Kalmoeová | 6:19,90 | Nový Zéland Sarah Grayová Louise Trappittová Fiona Bourkeová Eve MacFarlaneová | 6:23,33 |
| Dvojka bez kormidelnice W2− | Nový Zéland Juliette Haighová Rebecca Scownová | 6:58,16 | Spojené království Helen Gloverová Heather Stanningová | 6:58,24 | Austrálie Sarah Taitová Kate Hornseyová | 7:03,98 |
| Čtyřka bez kormidelnice W4− | Spojené státy Sarah Zelenková Kara Kohlerová Emily Reganová Sara Hendershotová                                                                                         | 6:30,30 | Austrálie Peta Whiteová Renee Chattertonová Pauline Frascaová Kate Hornseyová | 6:31,18 | Nizozemsko Wianka Van Dorpová Olivia van Rooijenová Elisabeth Hogerwerfová Femke Dekkerová                                                                                           | 6:34,06 |
| Osma W8+                    | Spojené státy Esther Lofgrenová Susan Franciaová Meghan Musnickiová Taylor Ritzelová Jamie Redmanová Amanda Polková Caroline Lindová Elle Loganová Mary Whippleová (k) | 6:03,65 | Kanada Janine Hansonová Rachelle Viinbergová Natalie Mastracciová Cristy Nurseová Krista Guloienová Ashley Brzozowiczová Darcy Marquardtová Andréanne Morinová Lesley Thompsonová-Willieová (k) | 6:04,39 | Spojené království Alison Knowlesová Jo Cooková Jessica Eddieová Louisa Reeveocá Natasha Pageová Lindsey Maguireová Katie Solesburyová Victoria Thornleyová Caroline O'Connorová (k) | 6:06,03 |
| Skif lehkých vah (LV) LW1x  | Brazílie Fabiana Beltrameová | 7:44,58 | Švýcarsko Pamela Weisshauptová | 7:48,24 | Německo Lena Müllerová | 7:50,44 |
| Dvojskif LV LW2x            | Řecko Christina Giazitzidou Alexandra Tsiavou | 6:59,80 | Kanada Lindsay Jennericová Patricia Obeeová | 7:03,46 | Spojené království Hester Goodsellová Sophie Hoskingová | 7:04,33 |
| Párová čtyřka LV LW4x       | Spojené království Stephanie Cullenová Imogen Walshová Kathryn Twymanová Andrea Dennisová                                                                              | 6:28,14 | Čína Pan Dandanová Tang Chanjuan Liu Jing Yan Xiaohua | 6:30,41 | Spojené státy Hillary Saegerová Nicole Dinionová Lindsey Hochmanová Katherine Robinsonová                                                                                            | 6:33,91 |

### Disciplíny zdravotně postižených
| Disciplína | Zlato                                                                                         | Čas     | Stříbro                                                                                         | Čas     | Bronz                                                                                           | Čas     |
| ASW1x      | Ukrajina Alla Lysenková                                                                       | 5:39,52 | Francie Nathalie Benoitová                                                                      | 5:41,39 | Izrael Moran Samuel                                                                             | 5:49,97 |
| ASM1x      | Spojené království Tom Aggar                                                                  | 4:58,01 | Rusko Alexej Čuvašev                                                                            | 5:00,09 | Austrálie Erik Horrie                                                                           | 5:04,75 |
| TAMix2x    | Čína Lou Xiaoxian Fei Tianming                                                                | 4:01,81 | Francie Perle Bouge Stephane Tardieuová                                                         | 4:02,98 | Austrálie John MacLean Kathryn Rossová                                                          | 4:05,13 |
| IDMix4+    | Hongkong Wang Sin Liu King Shan Lam Tung Chun Szeto Kwok Man Tsui Tsz Wai Chan                | 3:51,08 | Německo Clara von der Gruenová Paula Hamannová Fabian Neitzel Maximilian Kunze Florian Schaefer | 4:01,12 | Itálie Giorgia Indelicatová Elisabetta Tieghiová Luca Varesano Francesco Borsani Federico Zoppi | 4:01,41 |
| LTAMix4+   | Spojené království Pamela Relphová Naomi Richesová David Smith James Roe Lily Van Den Broecke | 3:27,10 | Kanada Anthony Theriault David Blair Victoria Nolanová Meghan Montgomeryová Laura Comeauová     | 3:31,84 | Německo Anke Molkenthinová Christiane Quirin Martin Lossau Michael Schulz Katrin Splittová      | 3:33,27 |

## Medailové pořadí

### Muži a ženy
| Pořadí  | Stát                   | Zlato | Stříbro | Bronz | Celkově |
| ------- | ---------------------- | ----- | ------- | ----- | ------- |
| 1.      | Spojené království     | 5     | 3       | 4     | 12      |
| 2.      | Nový Zéland            | 4     | 1       | 4     | 9       |
| 3.      | Austrálie              | 3     | 3       | 2     | 8       |
| 4.      | Itálie                 | 2     | 4       | 2     | 8       |
| 5.      | Německo                | 2     | 3       | 2     | 7       |
| 6.      | Spojené státy americké | 2     | 1       | 1     | 4       |
| 7       | Česko                  | 2     | 0       | 0     | 2       |
| 7       | Řecko                  | 1     | 1       | 0     | 2       |
| 9.      | Dánsko                 | 1     | 0       | 2     | 3       |
| 10.     | Brazílie               | 1     | 0       | 0     | 1       |
| 11.     | Kanada                 | 0     | 2       | 2     | 4       |
| 12.     | Bělorusko              | 0     | 1       | 0     | 1       |
| 12.     | Čína                   | 0     | 1       | 0     | 1       |
| 12.     | Švýcarsko              | 0     | 1       | 0     | 1       |
| 15.     | Chorvatsko             | 0     | 0       | 1     | 1       |
| 15.     | Francie                | 0     | 0       | 1     | 1       |
| 15.     | Nizozemsko             | 0     | 0       | 1     | 1       |
| Celkově | Celkově                | 22    | 22      | 22    | 66      |

### Zdravotně postižení
| Pořadí  | Stát               | Zlato | Stříbro | Bronz | Celkově |
| ------- | ------------------ | ----- | ------- | ----- | ------- |
| 1.      | Spojené království | 2     | 0       | 0     | 2.      |
| 2       | Čína               | 1     | 0       | 0     | 1       |
| 2       | Hongkong           | 1     | 0       | 0     | 1       |
| 2       | Ukrajina           | 1     | 0       | 0     | 1       |
| 5.      | Francie            | 0     | 2       | 0     | 2       |
| 6.      | Německo            | 0     | 1       | 1     | 2       |
| 7.      | Kanada             | 0     | 1       | 0     | 1       |
| 7.      | Rusko              | 0     | 1       | 0     | 1       |
| 9.      | Austrálie          | 0     | 0       | 2     | 2       |
| 10.     | Izrael             | 0     | 0       | 1     | 1       |
| 10.     | Itálie             | 0     | 0       | 1     | 1       |
| Celkově | Celkově            | 5     | 5       | 5     | 15      |